# 김인년
김인년(金仁年, 1933년 3월 12일~2013년 3월 1일)은 대한민국의 장군이다.본관은 안동이다.

## 생애
1933년 3월 12일 대지주 김낙현(金洛顯)과 권석연(權錫淵)의 딸 사이의 장남으로 태어났다. 